# Cyanotis repens
Cyanotis repens là một loài thực vật có hoa trong họ Commelinaceae. Loài này được Faden & D.M.Cameron mô tả khoa học đầu tiên năm 2005.